# Jens Halfwassen
Jens Halfwassen (Bergisch Gladbach, 16 novembre 1958 – Heidelberg, 14 febbraio 2020) è stato un filosofo tedesco.

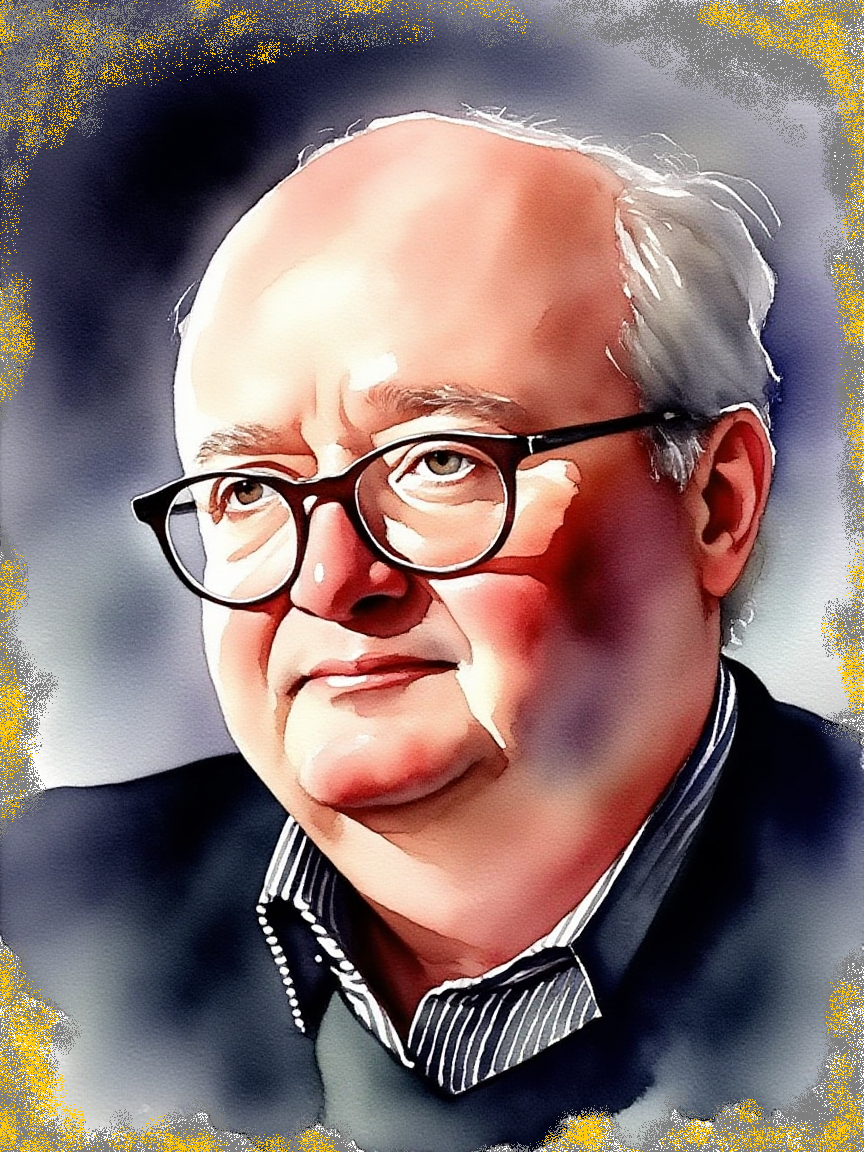
Jens Halfwassen

Nato a Bergisch Gladbach nella Renania, Halfwassen frequentò il liceo umanistico della sua città natale. Dal 1978 al 1985 studiò filosofia, storia e gli studi classici presso l'Università di Colonia. Ne conseguiva il titolo di dottore di ricerca nel 1989. Fino al 1997 rimaneva a Colonia come assistente. Dopo alcuni insegnamenti presso diversi atenei fu chiamato nel 1999 come professore ordinario alla cattedra di storia della filosofia presso l'Università di Heidelberg.
Le ricerche di Halfwassen si concentravano principalmente sulla filosofia di Platone e del neoplatonismo nonché dell'idealismo tedesco, in particolare sulla filosofia di Plotino e sulla ricezione del neoplatonismo nel pensiero di Hegel.

## Onorificenze
Halfwassen era membro dell'Accademia delle scienze di Heidelberg dal 2012.
Università di Atene gli conferì la laurea honoris causa nel 2014. 

## Opere principali
- Der Aufstieg zum Einen. Untersuchungen zu Platon und Plotin, Stuttgart, Teubner, 1992 (Beiträge zur Altertumskunde 9); seconda edizione riveduta, München-Leipzig, Saur, 2006
- Hegel und der spätantike Neuplatonismus. Untersuchungen zur Metaphysik des Einen und des Nous in Hegels spekulativer und geschichtlicher Deutung, Bonn, Bouvier, 1999; seconda edizione Hamburg, Meiner, 2005
- Plotin und der Neuplatonismus, München, Beck, 2004

## Studi
- Thomas Alexander Szlezák, Jens Halfwassen †, in «Gnomon», 93, 2021, p. 92–95.

| Controllo di autorità | VIAF (EN) 91557682 · ISNI (EN) 0000 0001 1685 1115 · BAV 495/273707 · LCCN (EN) nr95033949 · GND (DE) 112558577 · BNF (FR) cb12485104n (data) · J9U (EN, HE) 987007429359005171 |